# Skylar Stecker
Skylar Stecker (født 24. april 2002 i Tampa, Florida) er en amerikansk sanger og sangskriver. Stecker er født i Tampa, Florida, men flyttede senere til Los Angeles. Hendes første sang hedder "Litte bit Too Much". Hun har også sunget nogle covers med Matty B.

## Diskografi

### Studiealbum
| This Is Me                                                     | - Udgivet: 25. september 2015 - Format: CD, digital download - Selskabl: Cherrytree Records Interscope | 4 |
| "—" marker en udgivelse der ikke opnåede en hitlisteplacering. | |   |